# Diaethria
Diaethria é um gênero de borboletas. Existem três espécies aceitas para o Brasil, sendo elas D. candrena, D. clymena e D. eluina. Pelo padrão nas asas, as borboletas desse gênero são comumente chamadas de Borboletas 88. É comum encontrar na internet textos que alegam que as Borboletas 88 sejam raras ou que estejam ameaçadas de extinção, embora não haja comprovação científica disso. As espécies brasileiras podem ser confundidas com D. anna que, apesar de similar, não é encontrada em território brasileiro, tendo distribuição na América Central e sul da América do Norte, no México.

## Espécies
- Diaethria anna  –
- Diaethria astala (Guérin-Méneville, 1844) –
- Diaethria asteria (Godman & Salvin, 1900)
- Diaethria candrena (Godart, 1824)
- Diaethria clymena (Cramer, 1775)
  - Diaethria clymena clymena
  - Diaethria clymena peruviana Guenée, 1872
- Diaethria dodone
- Diaethria eluina (Hewitson, 1852)
- Diaethria euclides (Latreille, 1809)
- Diaethria eupepla (Godman & Salvin, 1874)
- Diaethria gabaza (Hewitson, 1852)
- Diaethria gueneei (Röber, 1914)
- Diaethria janeira
- Diaethria lidwina
- Diaethria marchalii (Guérin-Méneville, 1844)
- Diaethria meridionalis
- Diaethria metiscus
- Diaethria neglecta Salvin, 1869
- Diaethria panthalis
- Diaethria pavira
- Diaethria phlogea (Godman & Salvin, 1868)